# Kosova Schaerbeek
Kosova Schaerbeek Football Club is een Belgische voetbalclub uit Schaarbeek.

## Geschiedenis
De club werd opgericht in 1989. Ze was op dat moment was de club nog niet aangesloten bij de KBVB, Kosova speelde toen nog in een amateurcompetitie (ABCA). In 1991 werd de club lid bij de KBVB, ze koos als clubkleuren rood en zwart. De club werd opgericht door een groep vrienden uit de Albanese gemeenschap, dit verklaart ook de clubkleuren. De toenmalige voorzitter was Bytyci Ismael. Kosova speelde bijna haar hele geschiedenis onderaan in de provinciale reeksen, totdat ze in 2016/17 promoveerde naar Tweede provinciale Brabant. In het eerste seizoen in de eerste provinciale eindigde de club achtste. In 2018/19 promoveerde men opnieuw, hierdoor gingen ze in 2019/20 voor het eerst in hun geschiedenis in Derde klasse amateurs spelen. Bij de stopzetting van de competitie vanwege de coronapandemie stond de club daar echter op een degradatieplaats, waardoor de club na zijn debuutseizoen in Derde klasse amateurs weer naar Eerste provinciale degradeerde.
Kosova Schaerbeek speelde zijn thuiswedstrijden oorspronkelijk in het Crossingstadion, maar na onenigheid met het gemeentebestuur verhuisde het naar het Chazalstadion vlak buiten het Josaphatpark.

## Resultaten
| Seizoen | Klasse | Klasse | Klasse | Klasse | Klasse | Klasse | Klasse | Klasse | Klasse | Reeks                                                    | Punten                                                   | Opmerkingen |
|         | I      | I      | II     | III    | IV     | P.I    | P.II   | P.III  | P.IV   |                                                          |                                                          | |
| ------- | ------ | ------ | ------ | ------ | ------ | ------ | ------ | ------ | ------ | -------------------------------------------------------- | -------------------------------------------------------- | --- |
| 2004/05 |        |        |        |        |        |        |        | 2      |        | 3de prov. Brab C                                         | 63                                                       | verloren in eindronde                                                                                                 |
| 2005/06 |        |        |        |        |        |        |        | 6      |        | 3de prov. Brab B                                         | 50                                                       | |
| 2006/07 |        |        |        |        |        |        |        | 11     |        | 3de prov. Brab B                                         | 39                                                       | |
| 2007/08 |        |        |        |        |        |        | 4      |        |        | 2de prov. Brab B                                         | 56                                                       | |
| 2008/09 |        |        |        |        |        |        |        | 2      |        | 3de prov. Brab E                                         | 59                                                       | promotie via eindronde                                                                                                |
| 2009/10 |        |        |        |        |        |        | 14     |        |        | 2de prov. Brab C                                         | 34                                                       | |
| 2010/11 |        |        |        |        |        |        | 14     |        |        | 2de prov. Brab A                                         | 31                                                       | degradatie |
| 2011/12 |        |        |        |        |        |        |        | 1      |        | 3de prov. Brab B                                         | 70                                                       | kampioen |
| 2012/13 |        |        |        |        |        |        | 3      |        |        | 2de prov. Brab A                                         | 57                                                       | |
| 2013/14 |        |        |        |        |        |        | 11     |        |        | 2de prov. Brab A                                         | 40                                                       | |
| 2014/15 |        |        |        |        |        |        | 10     |        |        | 2de prov. Brab A                                         | 41                                                       | |
| 2015/16 |        |        |        |        |        |        | 14     |        |        | 2de prov. Brab C                                         | 31                                                       | |
|         | 1A     | 1B     | 1Am    | 2Am    | 3Am    | P.I    | P.II   | P.III  | P.IV   | Vanaf 2016-17 zijn er 3 nationale en 2 regionale niveaus | Vanaf 2016-17 zijn er 3 nationale en 2 regionale niveaus | Vanaf 2016-17 zijn er 3 nationale en 2 regionale niveaus                                                              |
| 2016/17 |        |        |        |        |        |        | 3      |        |        | 2de prov. Brab ACFF                                      | 55                                                       | promotie |
| 2017/18 |        |        |        |        |        | 8      |        |        |        | 1ste prov. Brab ACFF                                     | 33                                                       | |
| 2018/19 |        |        |        |        |        | 2      |        |        |        | 1ste prov. Brab ACFF                                     | 51                                                       | promotie dankzij winst in interprovinciale eindronde tegen Royale Jeunesse Rochefortoise FC (3-5) en JS Fizoise (2-4) |
| 2019/20 |        |        |        |        | 14     |        |        |        |        | Derde klasse am. ACFF A                                  | 24                                                       | degradatie nadat competitie vroegtijdig werd stopgezet wegens coronapandemie                                          |
| 2020/21 |        |        |        |        |        | -      |        |        |        | 1ste prov. Brab ACFF                                     | -                                                        | Seizoen geschrapt wegens Covid-19                                                                                     |
| 2021/22 |        |        |        |        |        | 7      |        |        |        | 1ste prov. Brab ACFF                                     | 52                                                       | |
| 2022/23 |        |        |        |        |        | 3      |        |        |        | 1ste prov. Brab ACFF                                     | 59                                                       | |
| 2023/24 |        |        |        |        |        | 3      |        |        |        | 1ste prov. Brab ACFF                                     | 57                                                       | |
| 2024/25 |        |        |        |        |        | 1      |        |        |        | 1ste prov. Brab ACFF                                     | 67                                                       | Kampioen |
| 2025/26 |        |        |        |        |        |        |        |        |        | Derde afdeling ACCF A                                    |                                                          | |

## Bekende (ex-)spelers
- Jean-Paul Lutula